# Kabinet-Balfour
Het kabinet-Balfour was de uitvoerende macht van de Britse overheid van 12 juli 1902 tot 5 december 1905. Het kabinet werd gevormd door de Conservative Party en de Liberal Unionist Party na het aftreden van premier Robert Gascoyne-Cecil waarna Arthur Balfour de Leader of the House of Commons werd gekozen als partijleider van de Conservative Party en werd benoemd als de nieuwe premier.

## Samenstelling
| Ambtsbekleder                  | Ambtsbekleder                | Ambtsbekleder                                                      | Functie                               | Ambtstermijn      | Ambtstermijn      | Partij                 |
| ------------------------------ | ---------------------------- | ------------------------------------------------------------------ | ------------------------------------- | ----------------- | ----------------- | ---------------------- |
|                                | Arthur Balfour               | Arthur Balfour (1848–1930)                                         | Premier                               | 12 juli 1902      | 5 december 1905   | Conservative Party     |
| Leader of the House of Commons | Arthur Balfour               | Arthur Balfour (1848–1930)                                         | 25 juni 1895                          |                   | 5 december 1905   | Conservative Party     |
| Lord Privy Seal                | Arthur Balfour               | Arthur Balfour (1848–1930)                                         | 12 juli 1902                          | 19 oktober 1903   |                   | Conservative Party     |
|                                | Charles Ritchie              | Charles Ritchie (1838–1906)                                        | Minister van Financiën                | 12 juli 1902      | 19 oktober 1903   | Conservative Party     |
|                                | Austen Chamberlain           | Austen Chamberlain (1863–1937)                                     | Minister van Financiën                | 19 oktober 1903   | 5 december 1905   | Liberal Unionist Party |
|                                | Henry Petty-Fitzmaurice      | Markies van Lansdowne Henry Petty- Fitzmaurice (1845–1927)         | Minister van Buitenlandse Zaken       | 10 november 1900  | 5 december 1905   | Liberal Unionist Party |
| Leader of the House of Lords   | Henry Petty-Fitzmaurice      | Markies van Lansdowne Henry Petty- Fitzmaurice (1845–1927)         | 19 oktober 1903                       |                   | 5 december 1905   | Liberal Unionist Party |
|                                | Aretas Akers-Douglas         | Aretas Akers-Douglas (1851–1926)                                   | Minister van Binnenlandse Zaken       | 12 juli 1902      | 5 december 1905   | Conservative Party     |
|                                | Spencer Cavendish            | Hertog van Devonshire Spencer Cavendish (1833–1908)                | Lord President of the Council         | 25 juni 1895      | 19 oktober 1903   | Liberal Unionist Party |
| Leader of the House of Lords   | Spencer Cavendish            | Hertog van Devonshire Spencer Cavendish (1833–1908)                | 12 juli 1902                          |                   | 19 oktober 1903   | Liberal Unionist Party |
|                                | Charles Vane-Tempest-Stewart | Markies van Londonderry Charles Vane- Tempest- Stewart (1852–1915) | Lord President of the Council         | 19 oktober 1903   | 5 december 1905   | Conservative Party     |
| Minister van Onderwijs         | Charles Vane-Tempest-Stewart | Markies van Londonderry Charles Vane- Tempest- Stewart (1852–1915) | 12 juli 1902                          |                   | 5 december 1905   | Conservative Party     |
|                                | James Gascoyne-Cecil         | Markies van Salisbury James Gascoyne- Cecil (1861–1947)            | Lord Privy Seal                       | 19 oktober 1903   | 5 december 1905   | Conservative Party     |
| Minister van Handel            | James Gascoyne-Cecil         | Markies van Salisbury James Gascoyne- Cecil (1861–1947)            | 15 maart 1905                         |                   | 5 december 1905   | Conservative Party     |
|                                | Hardinge Giffard             | Graaf van Halsbury Hardinge Giffard (1823–1921)                    | Lord Chancellor                       | 25 juni 1895      | 5 december 1905   | Conservative Party     |
|                                | St John Brodrick             | St John Brodrick (1856–1942)                                       | Minister voor Oorlog                  | 10 november 1900  | 19 oktober 1903   | Irish Unionist Party   |
|                                | Hugh Arnold-Forster          | Hugh Arnold-Forster (1855–1909)                                    | Minister voor Oorlog                  | 19 oktober 1903   | 5 december 1905   | Liberal Unionist Party |
|                                | William Palmer               | Graaf van Selborne William Palmer (1859–1942)                      | Minister voor de Marine               | 10 november 1900  | 15 maart 1905     | Liberal Unionist Party |
|                                | Frederick Campbell           | Graaf Cawdor Frederick Campbell (1847–1911)                        | Minister voor de Marine               | 15 maart 1905     | 5 december 1905   | Conservative Party     |
|                                | Walter Runciman              | Gerald Balfour (1853–1945)                                         | Minister van Handel                   | 10 november 1900  | 15 maart 1905     | Conservative Party     |
|                                | Robert Windsor-Clive         | Graaf Windsor Robert Windsor-Clive (1857–1923)                     | Minister van Openbare Werken          | 12 juli 1902      | 5 december 1905   | Conservative Party     |
|                                | Walter Long                  | Walter Long (1854–1924)                                            | Minister van Lokale Zaken             | 10 november 1900  | 15 maart 1905     | Conservative Party     |
|                                | Walter Runciman              | Gerald Balfour (1853–1945)                                         | Minister van Lokale Zaken             | 15 maart 1905     | 5 december 1905   | Conservative Party     |
|                                | Robert Windsor-Clive         | Robert Hanbury (1845–1903)                                         | Minister van Landbouw                 | 10 november 1900  | 28 april 1903     | Conservative Party     |
|                                |                              |                                                                    | Minister van Landbouw                 | Vacant            |                   |                        |
|                                | William Onslow               | Graaf van Onslow William Onslow (1853–1911)                        | Minister van Landbouw                 | 20 mei 1903       | 15 maart 1905     | Conservative Party     |
|                                | Ailwyn Fellowes              | Ailwyn Fellowes (1855–1924)                                        | Minister van Landbouw                 | 15 maart 1905     | 5 december 1905   | Conservative Party     |
|                                | William Walrond              | Sir William Walrond (1849–1925)                                    | Kanselier van het Hertogdom Lancaster | 12 juli 1902      | 5 december 1905   | Conservative Party     |
|                                | Joseph Chamberlain           | Joseph Chamberlain (1836–1914)                                     | Minister voor Koloniale Zaken         | 25 juni 1895      | 16 september 1903 | Liberal Unionist Party |
|                                | Alfred Lyttelton             | Alfred Lyttelton (1857–1913)                                       | Minister voor Koloniale Zaken         | 16 september 1903 | 5 december 1905   | Liberal Unionist Party |
|                                | George Francis Hamilton      | Heer George Francis Hamilton (1845–1927)                           | Minister voor Brits-Indië             | 25 juni 1895      | 19 oktober 1903   | Conservative Party     |
|                                | St John Brodrick             | St John Brodrick (1856–1942)                                       | Minister voor Brits-Indië             | 19 oktober 1903   | 5 december 1905   | Irish Unionist Party   |
|                                | Alexander Bruce              | Heer Balfour van Burleigh Alexander Bruce (1849–1921)              | Minister voor Schotland               | 25 juni 1895      | 19 oktober 1903   | Unionist Party         |
|                                | Andrew Murray                | Andrew Murray (1849–1942)                                          | Minister voor Schotland               | 19 oktober 1903   | 1 februari 1905   | Unionist Party         |
|                                | John Hope                    | Markies van Linlithgow John Hope (1860–1948)                       | Minister voor Schotland               | 1 februari 1905   | 5 december 1905   | Conservative Party     |
|                                | George Wyndham               | George Wyndham (1863–1913)                                         | Minister voor Ierland                 | 10 november 1900  | 15 maart 1905     | Conservative Party     |
|                                | Walter Long                  | Walter Long (1854–1924)                                            | Minister voor Ierland                 | 15 maart 1905     | 5 december 1905   | Conservative Party     |
|                                | Austen Chamberlain           | Sir Austen Chamberlain (1863–1937)                                 | Minister voor Posterijen              | 12 juli 1902      | 19 oktober 1903   | Liberal Unionist Party |
|                                | Edward Stanley               | Heer Stanley van Derby Edward Stanley (1865–1948)                  | Minister voor Posterijen              | 19 oktober 1903   | 5 december 1905   | Conservative Party     |
| Ambtsbekleder                  | Ambtsbekleder                | Ambtsbekleder                                                      | Functie                               | Ambtstermijn      | Ambtstermijn      | Partij                 |
|                                | Savile Crossley              | Sir Savile Crossley (1857–1935)                                    | Thesaurier-generaal                   | 12 maart 1902     | 5 december 1905   | Conservative Party     |
|                                | Robert Finlay                | Sir Robert Finlay (1842–1929)                                      | Advocaat-generaal                     | 5 mei 1900        | 5 december 1905   | Conservative Party     |

Russell I ·
Smith-Stanley I ·
Hamilton-Gordon ·
Temple I ·
Smith-Stanley II ·
Temple II ·
Russell II ·
Smith-Stanley III ·
Disraeli I ·
Gladstone I ·
Disraeli II ·
Gladstone II ·
Gascoyne-Cecil I ·
Gladstone III ·
Gascoyne-Cecil II ·
Gladstone IV ·
Primrose ·
Gascoyne-Cecil III ·
Gascoyne-Cecil IV ·
Balfour ·
Campbell-Bannerman ·
Asquith I ·
Asquith II ·
Asquith III ·
Asquith IV ·
Lloyd George I ·
Lloyd George II ·
Law ·
Baldwin I ·
MacDonald I ·
Baldwin II ·
MacDonald II ·
MacDonald III ·
MacDonald IV ·
Baldwin III ·
Chamberlain I ·
Chamberlain II ·
Churchill I ·
Churchill II ·
Attlee I ·
Attlee II ·
Churchill III ·
Eden ·
Macmillan I ·
Macmillan II ·
Douglas-Home ·
Wilson I ·
Wilson II ·
Heath ·
Wilson III ·
Callaghan ·
Thatcher I ·
Thatcher II ·
Thatcher III ·
Major I ·
Major II ·
Blair I ·
Blair II ·
Blair III ·
Brown ·
Cameron I ·
Cameron II ·
May I ·
May II ·
Johnson I ·
Johnson II ·
Truss ·
Sunak ·
Starmer